# جيني جونسون جوردن
جيني جونسون جوردن (بالإنجليزية: Jenny Johnson Jordan)‏ هي لاعبة كرة طائرة شاطئية أمريكية، ولدت في 8 يونيو 1973 في طرزانا، لوس أنجلوس في الولايات المتحدة.

## وصلات خارجية
- جيني جونسون جوردن على موقع الاتحاد الدولي beach volleyball database (الإنجليزية)
- جيني جونسون جوردن على موقع قاعدة بيانات الكرة الطائرة الشاطئية (الإنجليزية)
- جيني جونسون جوردن على موقع أوليمبيديا (الإنجليزية)